# Olympische Jugend-Sommerspiele 2018/Teilnehmer (Mexiko)
| Gelbes Symbol für Goldmedaillen mit stilisierten Olympischen Ringen | Graues Symbol für Silbermedaillen mit stilisierten Olympischen Ringen | Braundes Symbol für Bronzemedaillen mit stilisierten Olympischen Ringen |
| ------------------------------------------------------------------- | --------------------------------------------------------------------- | ----------------------------------------------------------------------- |
| 3                                                                   | 3                                                                     | 6                                                                       |

Die Jugend-Olympiamannschaft aus Mexiko für die III. Olympischen Jugend-Sommerspiele vom 6. bis 18. Oktober 2018 in Buenos Aires (Argentinien) bestand aus 93 Athleten.

## Athleten nach Sportarten

### Basketball
Mädchen
- 3x3: 9. Platz
- Karina Esquer
Shoot-out: 5. Platz
- Lizbeth Gonsález
- Martha Tapia
Shoot-out: DNS
- Emily Baccio

### Beachvolleyball
Mädchen
- Karla Romero
- Atenas Gutiérrez
9. Platz

### Bogenschießen
| Mädchen - Valentina Vázquez Einzel: 4. Platz Mixed: 9. Platz (mit Alikhan Mustafin Kasachstan) | Jungen - Carlos Vaca Einzel: 5. Platz Mixed: 5. Platz (mit Kang Jin-hwa Nordkorea) |

### Boxen
Mädchen
- Jennifer Carrillo
Federgewicht: Silber

### Fechten
| Mädchen - Natalia Botello Säbel Einzel: Silber Mixed: Bronze (im Team Amerika 1) | Jungen - Diego Cervantes Florett Einzel: 5. Platz Mixed: 7. Platz (im Team Amerika 2) |

### Gewichtheben
| Mädchen - Yésica Hernández Federgewicht: Gold | Jungen - Mauricio Canul Leichtgewicht: Bronze |

### Golf
| Mädchen - María Fernanda Martínez Einzel: 11. Platz Mixed: 17. Platz | Jungen - Alejandro Madariaga Einzel: 13. Platz Mixed: 17. Platz |

### Hockey
| Mädchen - 11. Platz - Nancy Gamboa - Dafne Gutiérrez - Sofía Pérez - Karen González - Karla Sosa - Dayana Cuevas - Daniela Ruiz - Nicole Verdugo - Carla Ramírez | Jungen - 9. Platz - Jesús Pérez - Jorge Estrada - Matías Guzmán - Erik Hernández - Alexander Palma - Brian Rangel - Luis Villegas - Jorge Gómez - Juan Sosa |

### Judo
| Mädchen - Itzel Pecha Klasse bis 63 kg: 7. Platz Mixed: Gold (im Team Peking) | Jungen - Julián Gutiérrez Klasse bis 100 kg: 9. Platz Mixed: 9. Platz (im Team Montreal) |

### Kanu
| Mädchen - Andrea Rocha Kajak-Einer Sprint: 9. Platz Kajak-Einer Slalom: 18. Platz - Stephanie Rodríguez Kanu-Einer Sprint: Bronze Kanu-Einer Slalom: 9. Platz | Jungen - Alberto Chávez Kajak-Einer Sprint: 9. Platz Kajak-Einer Slalom: 13. Platz - Miguel Figueroa Kanu-Einer Sprint: 5. Platz Kanu-Einer Slalom: 10. Platz |

### Leichtathletik
| Mädchen - Alejandra Ortiz 100 m: 14. Platz - Lorena Rangel 400 m: 12. Platz - María Patrón 100 m Hürden: 8. Platz - Yara Amador 400 m Hürden: 6. Platz - Arián Chia 2000 m Hindernis: 13. Platz - Claudina Díaz Hochsprung: 12. Platz - Sara Solano Weitsprung: 14. Platz - Xochitl Montoya Speerwurf: 14. Platz - Sofía Ramos 5 km Gehen: Silber | Jungen - Martín Loera 100 m: 23. Platz - Luis Avilés 400 m: Gold - Axel Vázquez 800 m: 9. Platz - Leopoldo Rincón 1500 m: 11. Platz - Jesús Macho 110 m Hürden: 14. Platz - Alejandro Gil 400 m Hürden: 9. Platz - César Gómez 2000 m Hindernis: 10. Platz - José López Kugelstoßen: 14. Platz - César Córdova 5 km Gehen: DNF |

### Moderner Fünfkampf
| Mädchen - Melissa Mireles Einzel: 11. Platz Mixed: 15. Platz (mit Dora Nusretoğlu Türkei) | Jungen - Sergio Flores Einzel: 11. Platz Mixed: 22. Platz (mit Chen Yu-hsuan Chinesisch Taipeh) |

### Radsport

#### Straße
| Mädchen - Fátima Hijar - Katia Martínez Kombination: 13. Platz | Jungen - Tomás Aguirre - Brian García Kombination: 15. Platz |

#### BMX
- Dayanna Hernández
- Eduardo Vargas
Kombination Mixed: 14. Platz

### Reiten
- Nicole Meyer
Springen Einzel: 20. Platz
Springen Mannschaft: Gold  (im Team Nordamerika)

### Ringen
| Mädchen - Andrea López Freistil bis 57 kg: 5. Platz - Sandra Escamilla Freistil bis 65 kg: 9. Platz | Jungen - Axel Salas Griechisch-römisch bis 51 kg: Bronze - Miguel Ugalde Griechisch-römisch bis 60 kg: 4. Platz - Luis Orozco Freistil bis 110 kg: 4. Platz |

### Rudern
| Mädchen - Mildred Mercado Einzel: 6. Platz | Jungen - Rafael Salas - Juan Trejo Zweier: 11. Platz |

### Schießen
| Mädchen - Andrea Ibarra Luftpistole 10 m: 9. Platz Mixed: Bronze (mit Dmytro Honta Ukraine) - Gabriela Martínez Luftgewehr 10 m: 14. Platz Mixed: 4. Platz (mit Stefan Wadlegger Österreich) | Jungen - Sebastián Hernández Luftpistole 10 m: 19. Platz Mixed: 19. Platz (mit Yana Yenina Russland) - Edson Ramírez Luftgewehr 10 m: 15. Platz Mixed: Silber (mit Anastasiya Derevyagina Russland) |

### Schwimmen
- 4 × 100 m Freistil Mixed: 19. Platz
4 × 100 m Lagen Mixed: 17. Platz

| Mädchen - Taydé Sansores 50 m Freistil: 23. Platz 50 m Rücken: 15. Platz 100 m Rücken: 25. Platz - Miriam Guevara 50 m Schmetterling: 9. Platz 100 m Schmetterling: 6. Platz 200 m Schmetterling: 13. Platz | Jungen - Guillermo Cruz 50 m Freistil: 16. Platz 100 m Freistil: 16. Platz 200 m Freistil: 32. Platz 50 m Rücken: 7. Platz 100 m Rücken: 23. Platz 50 m Schmetterling: 28. Platz 100 m Schmetterling: 27. Platz - Andrés Puente 50 m Freistil: 31. Platz 50 m Brust: 12. Platz 100 m Brust: 22. Platz 200 m Brust: 22. Platz |

### Segeln
| Mädchen - Joanna Diego Windsurfen: 14. Platz | Jungen - Alex Torres Windsurfen: 17. Platz |

### Taekwondo
Mädchen
- Alicia Rodríguez
Klasse bis 44 kg: Bronze
- Leslie Soltero
Klasse bis 63 kg: Bronze

### Triathlon
| Mädchen - Sofía Rodríguez Einzel: 12. Platz Mixed: DNF (im Team Amerika 1) | Jungen - Javier de la Peña Einzel: 12. Platz Mixed: 6. Platz (im Team Amerika 2) |

### Turnen

#### Gymnastik
Mädchen
- Paulina Vargas
Einzelmehrkampf: 23. Platz
Boden: 10. Platz
Pferd: 32. Platz
Stufenbarren: 13. Platz
Schwebebalken: 34. Platz
Mixed: 6. Platz (im Team Weiß)

#### Trampolinturnen
Mädchen
- Michelle Mares
Einzel: 10. Platz
Mixed: 9. Platz (im Team Gelb)

#### Rhythmische Sportgymnastik
Mädchen
- Xitlali Santana
Einzel: 31. Platz
Mixed: 7. Platz (im Team Rot)

### Wasserspringen
| Mädchen - Gabriela Agúndez Kunstspringen: 5. Platz Turmspringen: Bronze Mixed: 10. Platz (mit Antonio Volpe Italien) | Jungen - Randal Willars Kunstspringen: 5. Platz Turmspringen: Gold Mixed: 11. Platz (mit Helle Tuxen Norwegen) |